# کره (چهارپایان)

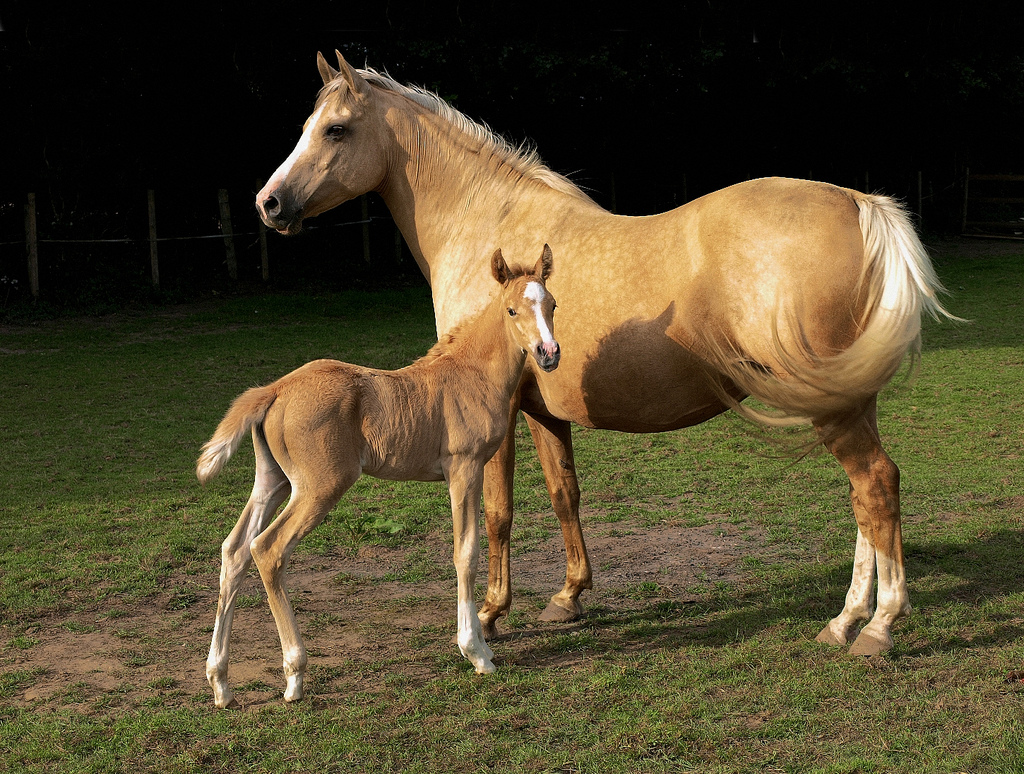
یک کره و مادرش

کـُرّه به بچهٔ اسب و خر (الاغ) و برخی دیگر از چهارپایان گفته می‌شود. منظور از مطلق نیز بچهٔ اسب است. کره اسب‌ها تا ۴ ماهگی آنزیم‌های گوارشی با فعالیت در روده کور برای دست یافتن به مواد مغذی موجود در دانه حبوبات و علوفه‌ها را ندارند. کره اسبها می‌توانند از دانه حبوبات یونجه و چراگاه تغذیه کنند، اما ازاین منابع، موا غذایی کمی دریافت می‌کنند. آنزیم‌های لاکتاز و مالتاز در کره اسبها تا سه ماهگی غالبترند. این آنزیمها شکر شیر را هضم می‌کنند. با بالا رفتن سن اسبها آنزیم‌های دیگری که برای شکستن کربوهیدراتها لازمند فعال می‌شوند.
روده کور قسمتی از روده بزرگ است که کربوهیدراتهای حل نشدنی را هضم می‌کند. در ایب‌های بالغ روده کور بالغ میکرو وجود دارد که به هضم سلولز و فیبر کمک می‌کنند. به‌طور عمده روده کور به عنوان یک خمره تخمیر است اما در ابتدای دوره زندگی به‌طور کامل توسعه پیدا نکرده‌است.

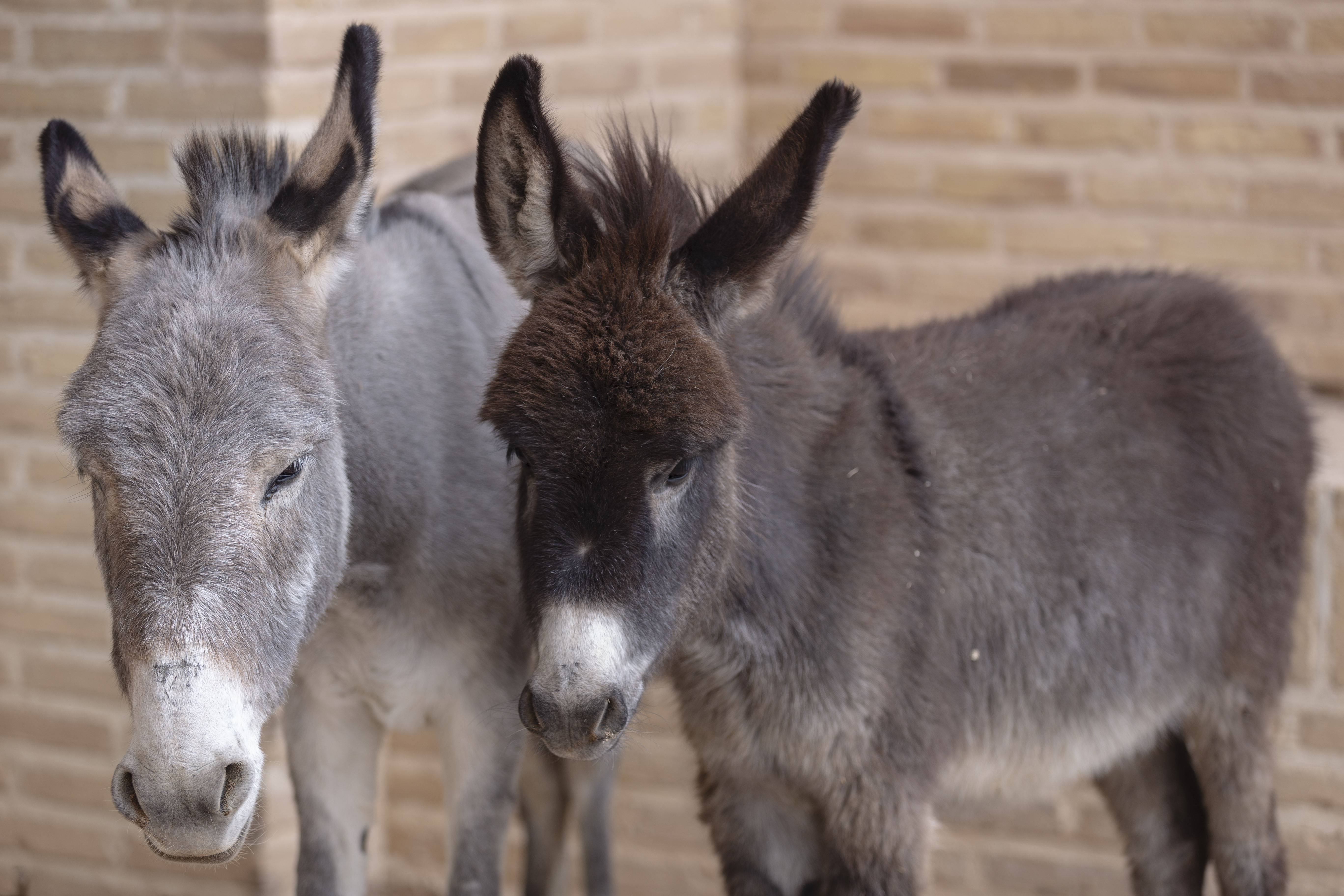
نمونه کره